# Гешер
Гешер (њем. Gescher) град је у њемачкој савезној држави Северна Рајна-Вестфалија. Једно је од 17 општинских средишта округа Боркен. Према процјени из 2010. у граду је живјело 17.163 становника. Посједује регионалну шифру (AGS) 5554016, NUTS (DEA34) и LOCODE (DE GSR) код.

## Географски и демографски подаци
Гешер се налази у савезној држави Северна Рајна-Вестфалија у округу Боркен. Град се налази на надморској висини од 59 метара. Површина општине износи 80,8 km². У самом граду је, према процјени из 2010. године, живјело 17.163 становника. Просјечна густина становништва износи 212 становника/km².

## Међународна сарадња
| Мјесто | Држава    | Врста сарадње | Од    |
| ------ | --------- | ------------- | ----- |
| Неде   | Холандија | партнерство   | 2000. |
| Извор  |           |               |       |